# Asplanchna brightwelli
Asplanchna brightwelli är en hjuldjursart som beskrevs av Gosse 1850. Asplanchna brightwelli ingår i släktet Asplanchna, och familjen Asplanchnidae. Det är osäkert om arten förekommer i Sverige.